# Mbogo (Sektor)
Mbogo (Kinyarwanda Umurenge wa Mbogo) ist einer von 17 Sektoren im Distrikt Rulindo in der Nordprovinz von Ruanda.

## Geographie
Mbogo hat eine Fläche von 40,9 km² und liegt auf einer Höhe von etwa 2040 m. Der Sektor unterteilt sich in die vier Zellen Bukoro, Mushali, Ngiramazi und Rurenge. Nachbarsektoren sind im Norden Tumba, im Oste Cyinzuzi, im Südosten Ngoma, im Südwesten Rusiga und im Nordwesten Bushoki. Die Ostgrenze von Mbogo bildet der Mulindi, ein Zufluss des Cyonyonyo.

## Bevölkerung
Nach der Volkszählung von 2022 betrug die Einwohnerzahl 19.101 Einwohner. Zehn Jahre zuvor waren es 16.795, was einem jährlichen Bevölkerungszuwachs von 1,3 Prozent zwischen 2012 und 2022 entspricht.

## Verkehr
Durch den Sektor verlaufen zwei District Roads.